# 워킹구

워킹구의 위치

워킹구(영어: Borough of Woking)는 잉글랜드 서리주에 위치한 비도시 자치구로 중심 도시는 워킹이며 인구는 99,426명(2014년 기준), 면적은 63.6km2이다.